# Fort-Mardyck
Fort-Mardyck è una località e comune della Francia soppresso situato nel dipartimento del Nord nella regione dell'Alta Francia, associato al comune di Dunkerque.
Il 9 dicembre 2010, insieme al comune di Saint-Pol-sur-Mer, si è fuso con il comune di Dunkerque.

## Società

### Evoluzione demografica
Abitanti censiti